# Сиговейвис
Сиговейвис — река в России, течёт по территории Ненецкого автономного округа. Устье реки находится в 29 км по правому берегу реки Нийхабаръю на высоте 100 м над уровнем моря. Длина реки составляет 13 км.

## Данные водного реестра
По данным государственного водного реестра России относится к Двинско-Печорскому бассейновому округу, водохозяйственный участок реки — Печора от впадения реки Уса до водомерного поста Усть-Цильма, речной подбассейн реки — Печора ниже впадения Усы. Речной бассейн реки — Печора.
Код объекта в государственном водном реестре — 03050300112103000073621.